# Малберрі (Флорида)
Малберрі (англ. Mulberry) — місто (англ. city) в США, в окрузі Полк штату Флорида. Населення — 3952 особи (2020).

## Географія
Малберрі розташоване за координатами 27°54′29″ пн. ш. 81°57′53″ зх. д. / 27.90806° пн. ш. 81.96472° зх. д. (27.908126, -81.964793).  За даними Бюро перепису населення США в 2010 році місто мало площу 15,00 км², з яких 13,52 км² — суходіл та 1,48 км² — водойми. В 2017 році площа становила 17,83 км², з яких 16,00 км² — суходіл та 1,83 км² — водойми.

## Демографія
Згідно з переписом 2010 року, у місті мешкало 3817 осіб у 1569 домогосподарствах у складі 1053 родин. Густота населення становила 254 особи/км².  Було 1914 помешкання (128/км²).
Расовий склад населення:
| - 79,5 % — білих - 14,6 % — чорних або афроамериканців - 0,5 % — азіатів - 0,3 % — корінних американців - 3,4 % — осіб інших рас |

До двох чи більше рас належало 1,7 %. Частка іспаномовних становила 12,8 % від усіх жителів.
За віковим діапазоном населення розподілялося таким чином: 23,6 % — особи молодші 18 років, 51,3 % — особи у віці 18—64 років, 25,1 % — особи у віці 65 років та старші. Медіана віку мешканця становила 44,3 року. На 100 осіб жіночої статі у місті припадало 89,3 чоловіків;  на 100 жінок у віці від 18 років та старших — 86,4 чоловіків також старших 18 років.
Середній дохід на одне домашнє господарство  становив 39 608 доларів США (медіана — 33 708), а середній дохід на одну сім'ю — 44 674 долари (медіана — 44 163). Медіана доходів становила 28 281 долар для чоловіків та 35 239 доларів для жінок. За межею бідності перебувало 20,6 % осіб, у тому числі 28,7 % дітей у віці до 18 років та 6,2 % осіб у віці 65 років та старших.
Цивільне працевлаштоване населення становило 1280 осіб. Основні галузі зайнятості: освіта, охорона здоров'я та соціальна допомога — 24,8 %, мистецтво, розваги та відпочинок — 16,3 %, роздрібна торгівля — 13,6 %, будівництво — 13,0 %.